# Carlotta Dale
Carlotta Dale (* 16. Februar 1915 in Ardmore, Montgomery County, Pennsylvania als Charlotta Coverdale; † 1. Dezember 1988 in Cheltenham Township, Pennsylvania) war eine US-amerikanische Swing-Sängerin, die zwischen 1935 und 1942 mit Jan Savitt And His Top Hatters sowie der Will Bradley Band ein größeres Publikum erreichte.

## Karriere
Bereits 1933 tauchte Carlotta Dale im Programm des Senders WCAU in Philadelphia als Sängerin auf. Jan Savitt, der sich bereits einen Namen als klassischer Musiker gemacht hatte, leitete ab 1935 die WCAU-Studioband, zu der auch Dale gehörte. Savitt brachte mit seinen Ideen neuen Schwung in den Swing jener Tage, was ihn auch für andere Sender interessant machte. Nach dem Wechsel zu KYW wuchs unter seiner Leitung die Popularität der „Top Hatters“, dem Tanzorchester von KYW, rasant an. Mittlerweile war dort auch Carlotta Dale unter Vertrag. Neben dem Sänger George „Bon Bon“ Tunnell war sie das stimmliche Aushängeschild der Top Hatters. Ein Autounfall führte 1937 zu einer Unterbrechung ihrer Karriere. Sie blieb bis 1939 Solistin bei Jan Savitt. In den Jahren mit Jan Savitt sind die meisten Aufnahmen entstanden, darunter Songs wie „I Want My Share of Love“ oder „Moonlight Serenade“. 1939 wechselte Dale zur neu gegründeten Will Bradley Band, hatte eigene Radiosendungen sowie Auftritte in Nightclubs und Cafés. Im Frühjahr 1942 heiratete sie Edwin G. Dellheim und zog sich ins Privatleben zurück. Einigen Kritikern zufolge sang Dale mit „Überzeugung, mit Geschmack und Gefühl“ und gehörte zu den wenigen Sängerinnen jener Ära, die „dramatisch klingen konnte, ohne ins melodramatische abzurutschen“. Sie war eine „exzellente Band-Sängerin (...) die beeindruckend lieferte“. Al Leopold, seinerzeit Posaunist bei den Top Hatters, urteilte knapp: „She sang a good song“.

## Privates
Carlotta Dale war zweimal verheiratet und hat einen Sohn aus zweiter Ehe mit Edwin G. Dellheim. Ihre erste Verbindung mit Pearson Lessy, ebenfalls Sänger, wurde 1938 nach vier Jahren geschieden. Lessy wurde 1942 ermordet.

## Diskografie (Auswahl)
Mit Jan Savitt and his Top Hatters:
- 1938: Lovelight In The Starlight (Bluebird B-7504-A)
- 1938: When Twighlight Comes (Bluebird B-7670-A)
- 1938: Love of My Life (Were Are you?) (Bluebird B-7748-A)
- 1938: Hurry Home (Bluebird B-10013-B)
- 1939: I Want My Share of Love (Decca 2391 B)
- 1939: Moonlight Serenade (Decca 2600 A)
- 1939: You Taught Me to Love Again (Decca 2614 B)
- 1939: Twilight Interlude (Decca 2739 B)

Mit der Will Bradley Band:
- 1939: This Changing World (Vocalion 5262)
- 1940: A Ghost of a Chance (Columbia 35376)
- 1940: It’s a Wonderful World (Columbia 35414)
- 1940: So Far So Good (Columbia 35422)

Mit Jess Stacey:
- 1939: What’s New (Que Hay de Nuevo)/Melancholy Mood (Melancholia) (Varsity 8064)